# St. Vigil (Meran)

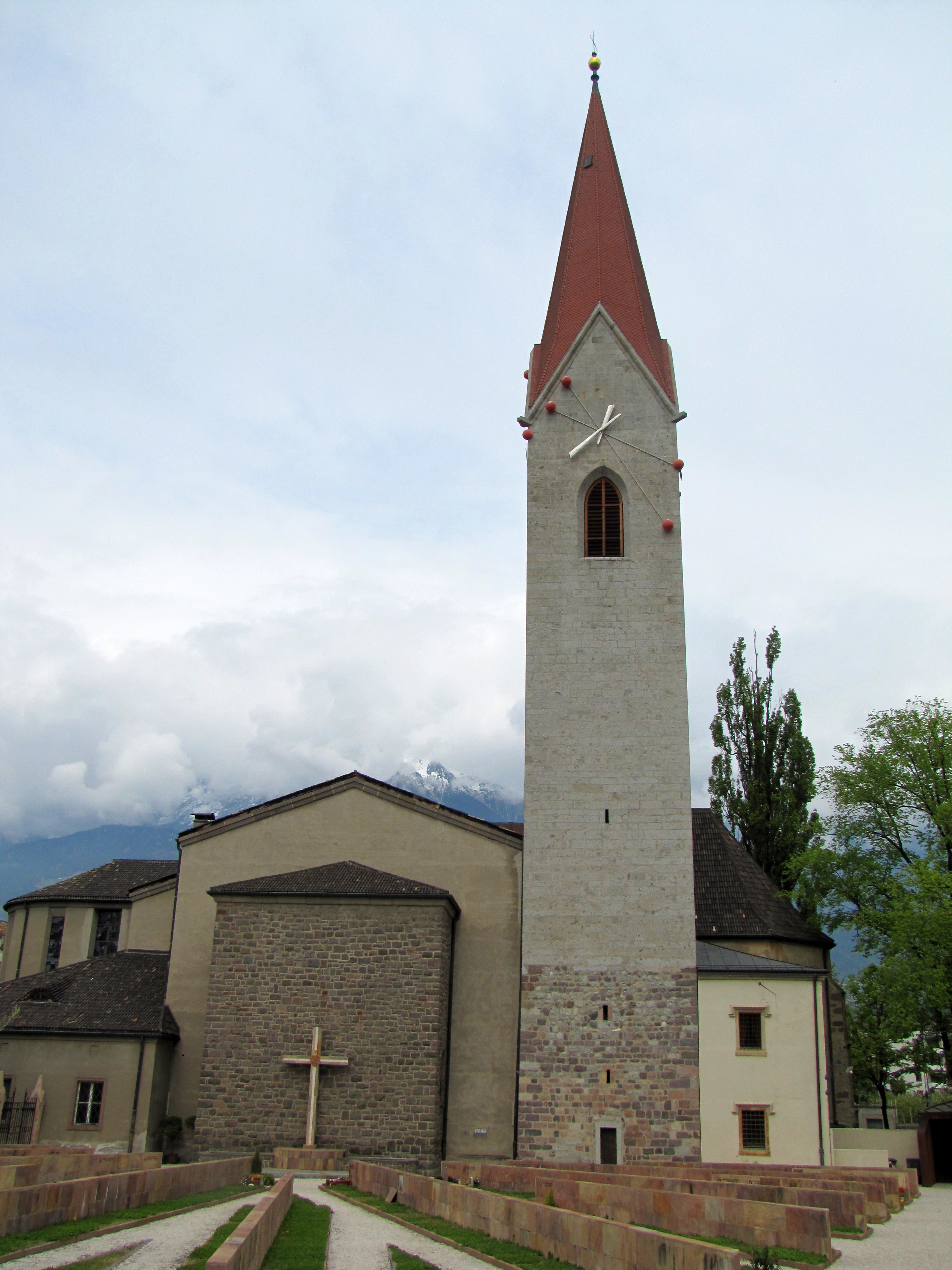
St. Vigil in Untermais

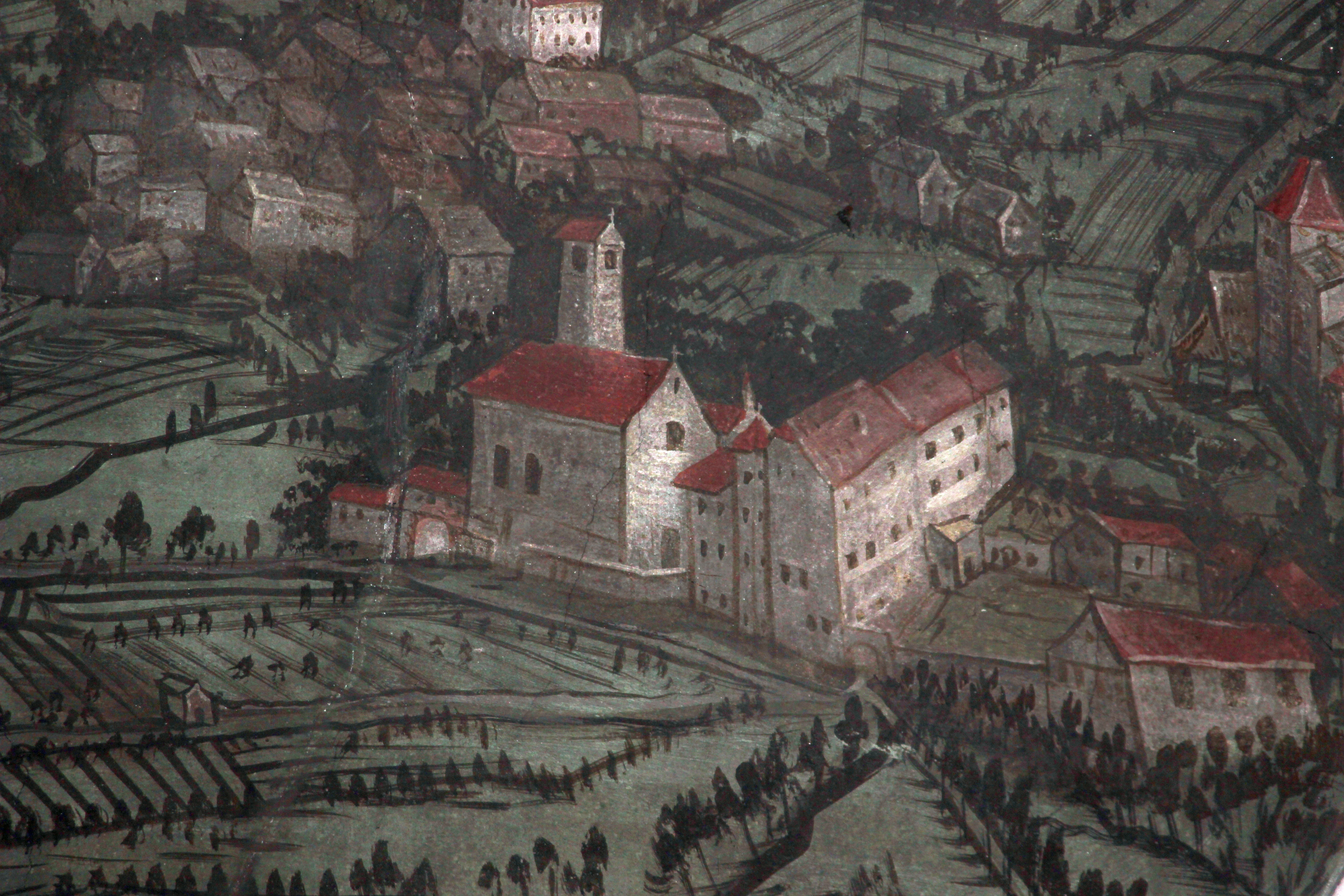
St. Vigil mit Pfarrwidum auf einem Deckenfresko in St. Georgen

St. Vigil ist die römisch-katholische Pfarrkirche von Untermais, einem Ortsteil der Stadt Meran in Südtirol. Nach einem Brand, der 1878 weite Teile der Kirche zerstörte, wurde die Kirche bis 1884 wiederaufgebaut. 1934/36 erfolgte nach Plänen des Architekten Clemens Holzmeister ein Neubau. Die Kirche und neugotische Friedhofskapelle stehen seit dem 20. Juni 1981 unter Denkmalschutz. Die Kirche gehört zum Dekanat Meran der Diözese Bozen-Brixen. Schutzpatron ist der Heilige Vigilius von Trient. Das Patroziniumsfest ist der 31. Januar.

## Geschichte

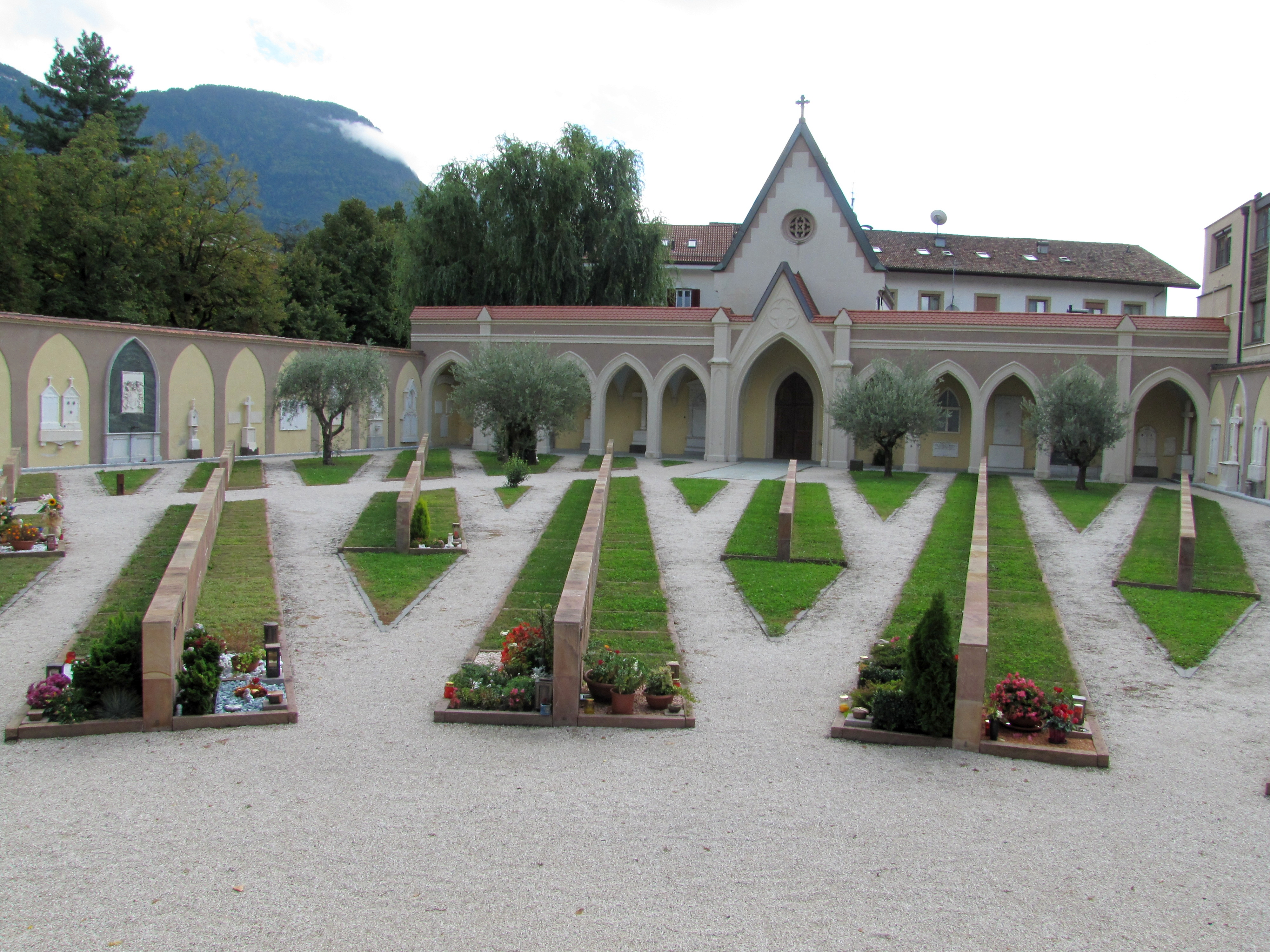
Friedhof mit Begräbniskapelle

Die Entstehung der Hauptkirche von Mais wird älterer Literatur zufolge auf das 9. bis 11. Jahrhundert datiert. Jedoch dürften das Patrozinium des Heiligen Vigilius von Trient, archäologische Funde neben der Kirche aus dem 4. bis 5. Jahrhundert und ein Gräberfeld aus dem 5. bis 6. Jahrhundert auf ein wesentlich höheres Alter verweisen. Als sogenannte Urpfarrei umfasste der Pfarrbezirk ursprünglich außer Untermais noch die Ortschaften Obermais und Hafling. Letztere zwei Dörfer unterstanden der Mutterpfarrei zuletzt bis zur Trennung als Kuratie. Die Pfarre erscheint erstmals 1271/73 mit einem Pleban oder Pfarrer Hartmann, als sie der Trienter Bischof Egno dem Kloster Stams übertrug. Nach mehreren Jahrhunderten andauernden Streitigkeiten über die Besitzverhältnisse wurde die Pfarre 1495 vollständig dem Stift Stams einverleibt.  
Am 3. Februar 1401 vollzog der Weihbischof von Trient Vital die Weihe einer wesentlich erneuerten gotischen Kirche inklusive zwei den hll. Vigilius und Antonius gewidmeten Altären sowie eines Friedhofes. Der Antoniusaltar transferierte man später in die Kapelle von Hafling, die vermutlich aus diesem Anlass ebenfalls neu geweiht wurde. 1615 erhielt die Kirche einen neuen Hochaltar. 1503 erfolgte unter der Amtszeit des Pfarrers und Amtsmannes von Mais Dominikus Springer und finanzieller Unterstützung von Leo und Haug von Niederthor die Erhöhung des Turms, der ursprünglich einen Spitzhelm und nach der Erweiterung ein Giebeldach trug. Als Pfarrwidum diente zunächst der benachbarte Ansitz Angerheim und später der Hof Mair, heute das Gebäude des Zisterzienserklosters Meran-Untermais. Das Wachstum der Gemeinde ließ bereits im 17. bis 18. Jahrhundert Überlegungen über eine Vergrößerung der zu klein gewordenen Kirche aufkommen.
Nach einer Brandkatastrophe von 1878, die weite Teile der alten Kirche zerstörte, begann bis 1883 der Wiederaufbau der Kirche mit neugotischer Ausstattung und des Turms mit Spitzhelm. 1884 kam auf dem der Kirche umgebenden Friedhof eine neugotische Begräbniskapelle hinzu. 1895 wurde Obermais zur Kuratie mit eigenem Priester und 1969 schließlich zur eigenen Pfarre erhoben. Von 1934 bis 1936 erfolgte nach Plänen des österreichischen Architekten Clemens Holzmeister ein Neubau des Langhauses, bei dem die alte Kirche St. Vigil mit Ausnahme des Turms und des gotischen Chores weichen musste.

## Architektur
Vom ursprünglich nach Osten orientierten Vorgängerbau zeugt heute noch der polygonale, gotische Chor mit Sternrippengewölbe und der romanische, im gotischen Stil erweiterte Turm aus dem 13. Jahrhundert bis 16. Jahrhundert. Letzterer Sakralraum dient seither der 14 Meter breiten, in der Nord-Süd-Achse erweiterten, neuromanischen Saalkirche als Seitenkapelle. Im Westen schließt unmittelbar der ehemalige Pfarrwidum Ansitz Angerheim an, welcher heute als Bildungs- und Kulturzentrum genutzt wird. Im Süden, hinter der Kirche liegt der von einer Umfassungsmauer umschlossene Friedhof mit einer neugotischen Begräbniskapelle. 

## Ausstattung

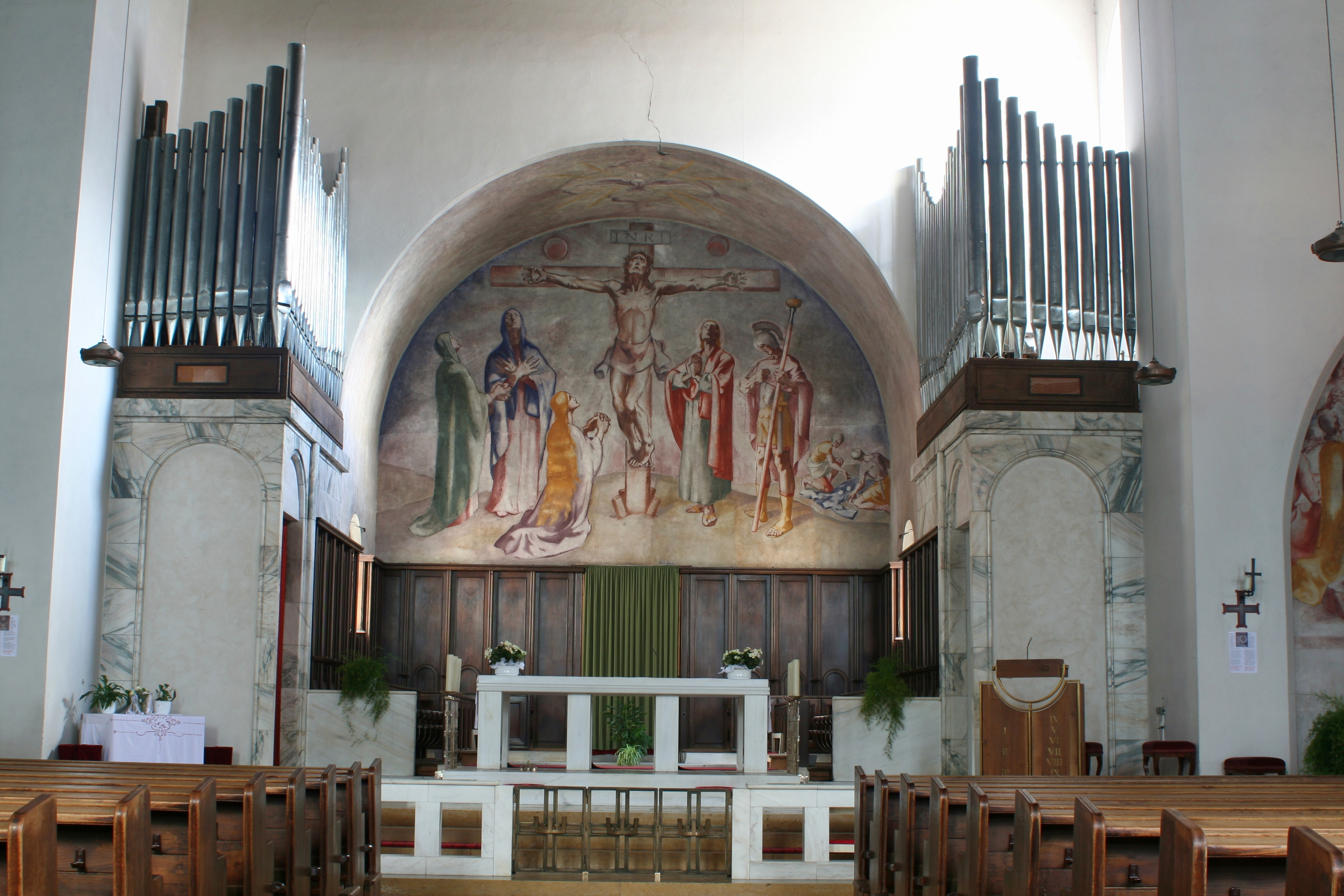
Innenraum mit Blick zum Chor

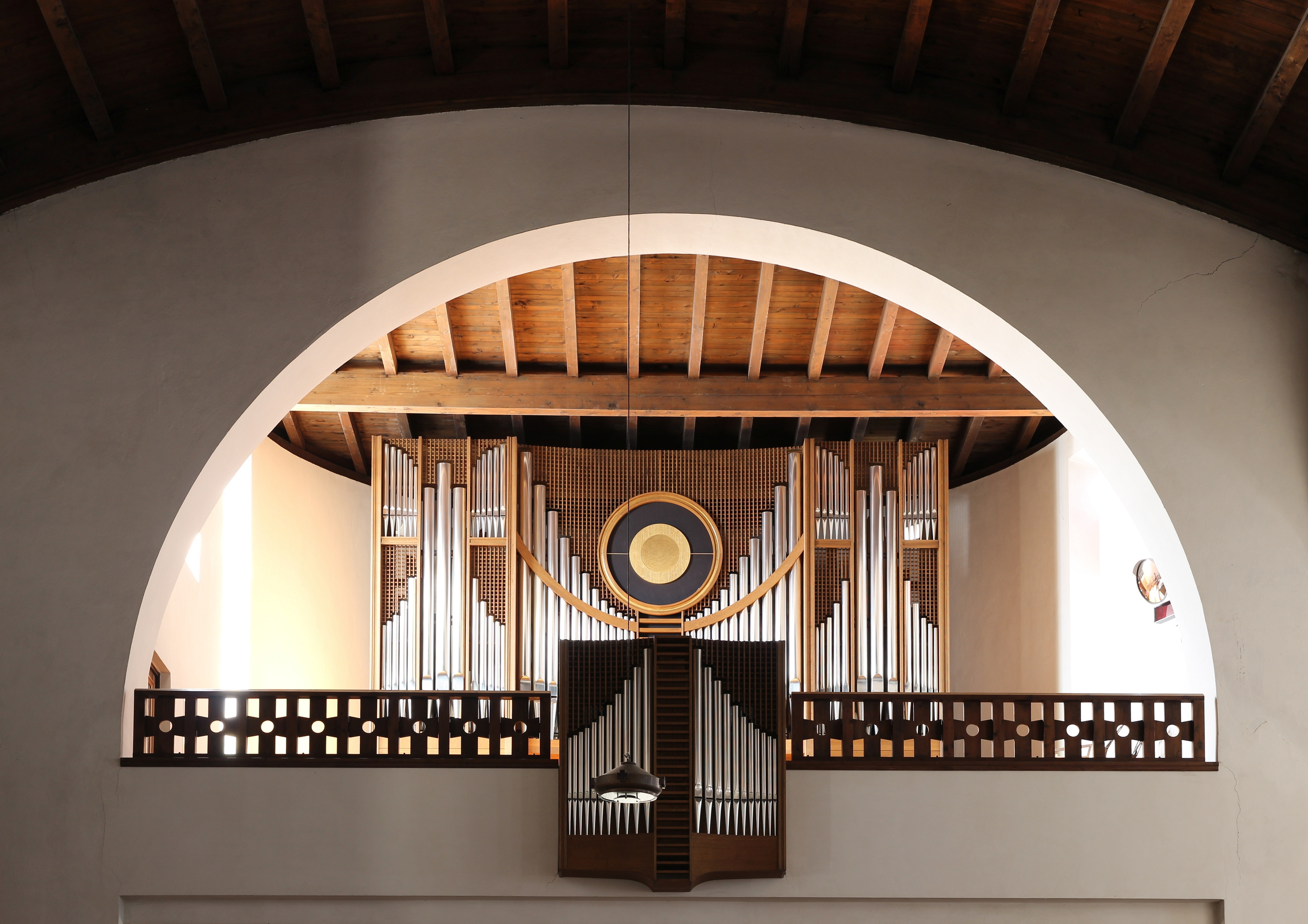
Empore mit neuer Orgel

Die gotischen Wandgemälde stammen aus der ersten Hälfte des 15. Jahrhunderts. Das ehemalige Altarblatt "Martyrium des Vigilius", geschaffen vom Innsbrucker Hofmaler Melchior Stölzl hängt heute als Wandbild im Langhaus. Die Altarfresken schuf 1936 der Südtiroler Maler Rudolf Stolz. Den neugotischen Flügelaltar fertigte 1884/85 der Südtiroler Bildschnitzer und Kunsttischler Josef Waßler.

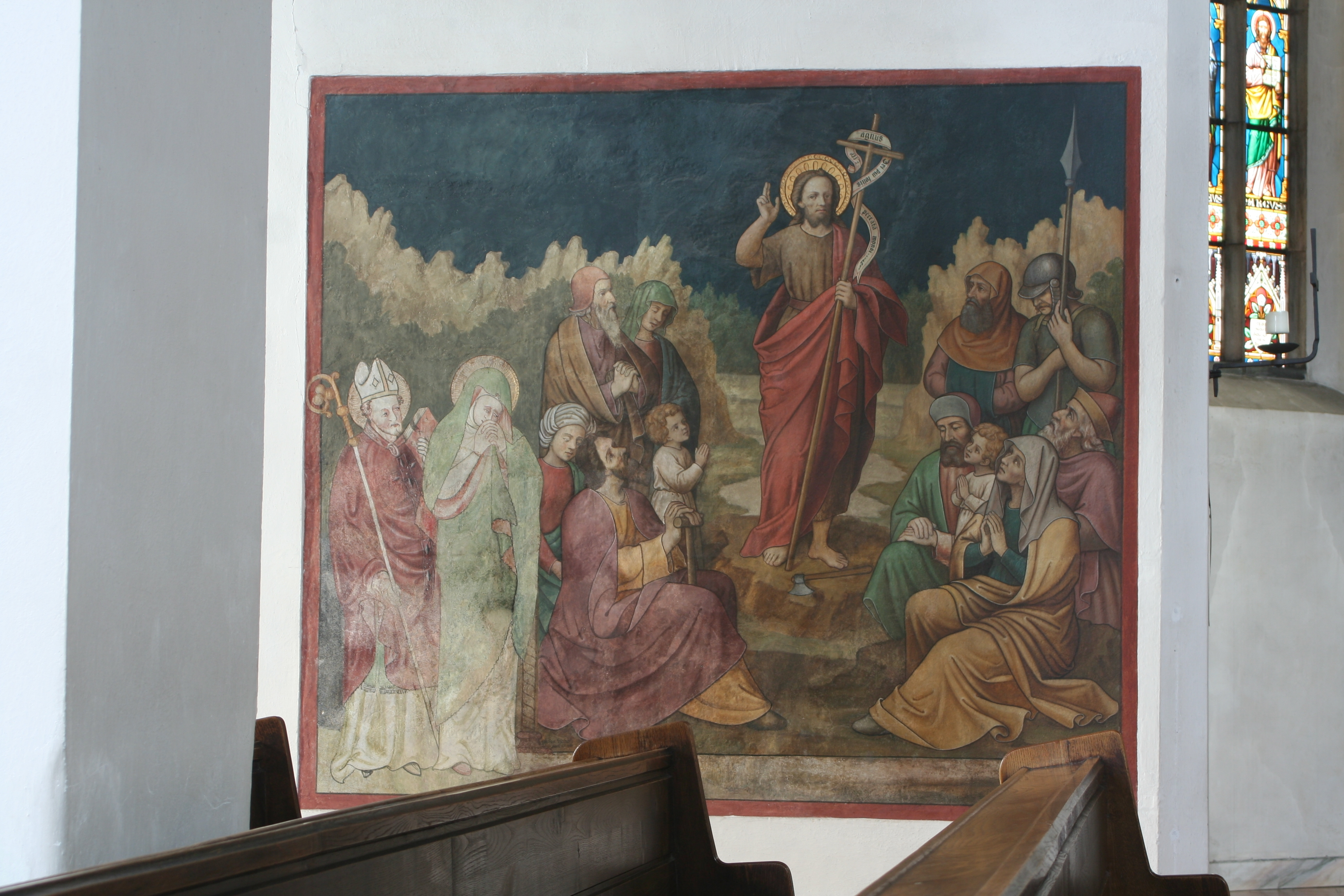
Gotisches Wandgemälde
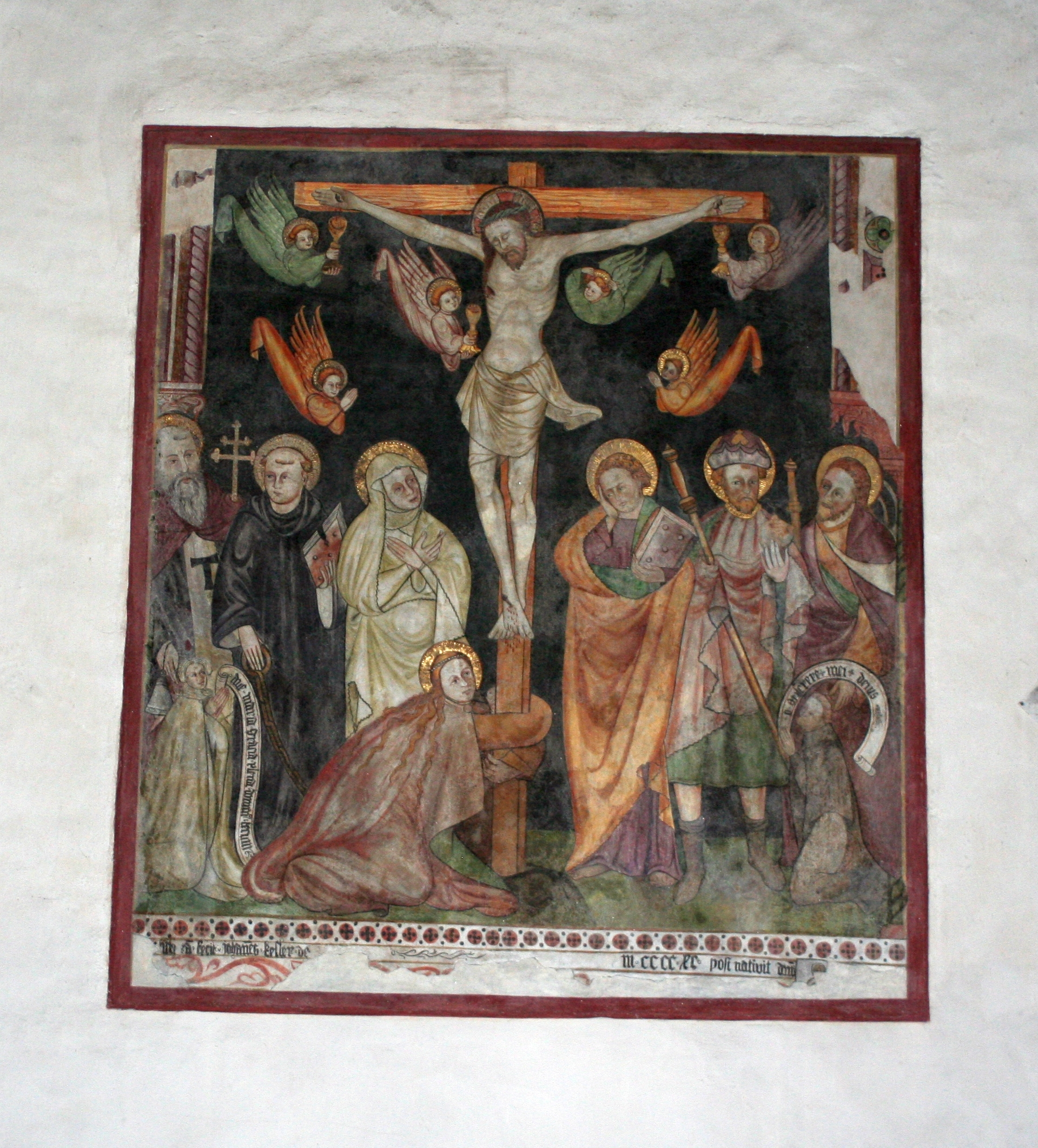
Wandgemälde Christus als Schmerzensmann
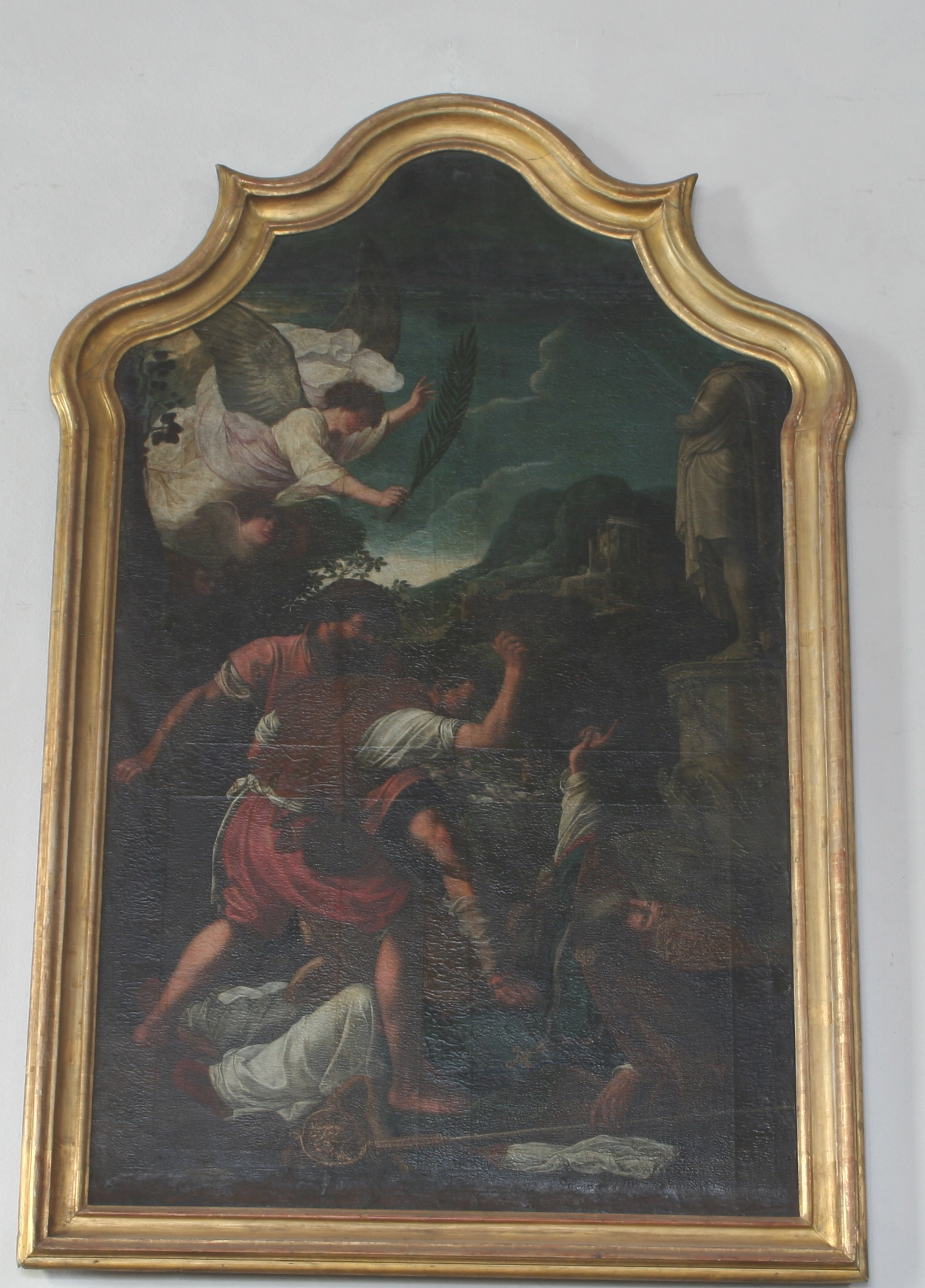
Ehemaliges Altarblatt Martyrium des Vigilius
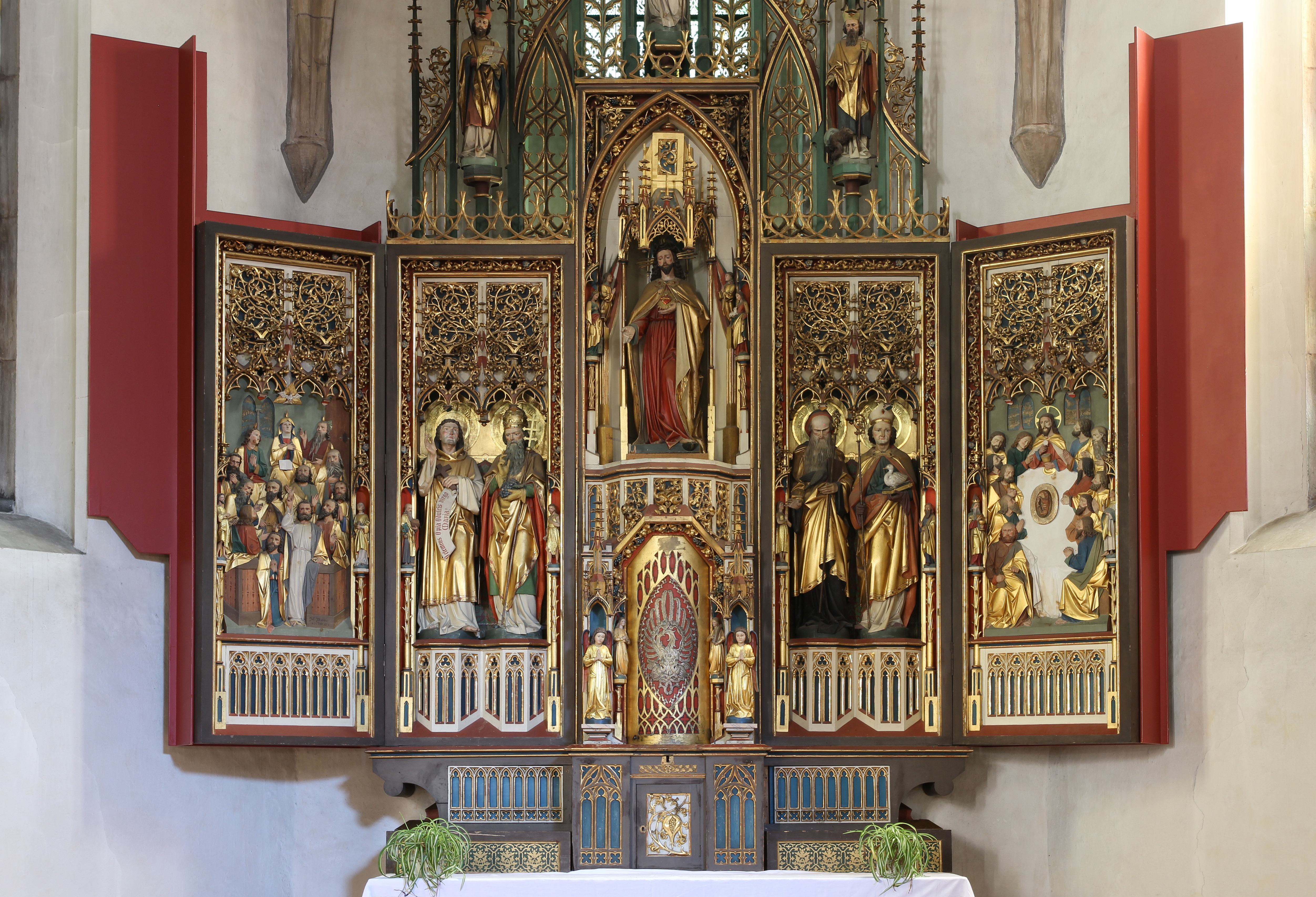
Neogotischer Flügelaltar

## Geläut
Im Turm hängen sieben Glocken in der Tonreihenfolge A0 c' d' f' g' a' c''. Die älteren Glocken, zerstört beim Kirchenbrand von 1878, waren folgende:
| Nr. | Gussjahr | Gießer                                | Inschrift                                                                                                  |
| 1   | 1558     | Petrus Sermondus Buorma de Voltelinia | A FULGURE ET TEMPESTATE LIBERA NOS DOMINE! MENTEM SANCTAM SPONTANEAM, HONOREM DEO, ET PATRINE LIBERACIONEM |
| 2   | 1868     |                                       | AB HAERESI ET OMNI MALO LIBERA NOS DOMINE JESU CHRISTE!                                                    |
| 3   | 1863     |                                       | LAUDATE DOMINUM OMNES GENTES!                                                                              |
| 4   | 1868     |                                       | VENITE, EXULTEMUS!                                                                                         |
| 5   | 1530     |                                       | O REX GLORIAE CHRISTE! VENI CUM PACE TO SANCTISSIMA MARIA, MATER DEI, ORA PRO NOBIS DEUM!                  |
| 6   | 1638     |                                       | 1638 |